# 라 생크
라 생크(프랑스어: La Cinq 또는 La 5)는 프랑스 최초의 무료 민영 텔레비전 방송국이다. 1986년 2월 20일부터 1992년 4월 12일까지 방송되었다.

## 역사
기간이 18년이라는 프랑스의 제5 지상파 네트워크 계약은 1985년 11월, 2003년까지 방송한다는 조건으로 프랑스의 정치인 제롬 세두(Jérôme Seydoux)와 이탈리아의 미디어 재벌이었던 실비오 베를루스코니가 체결했다. 정규 방송은 1986년 2월 20일 20시 30분, 이탈리아 밀라노에 있는 메디아셋 스튜디오에서 촬영된 부알라 라 생크(Voilà la Cinq)로 시작했다.
1987년 당시 총리였던 자크 시라크가 라 생크와 TV6 (현 M6)의 주주를 교체할 예정이었으나 1988년 5월 선거에 승리한 프랑수아 미테랑 대통령은 라 생크를 그대로 두되 민영 방송에 대한 통제를 강화하고 청소년을 위한 채널을 구상하기로 하였다.
라 생크는 출범 직후에는 많은 주목을 받아왔으나, 이후 1년 5개월 후에 공영 방송이자 프랑스에서 가장 오래된 텔레비전 방송국이었던 TF1이 민영화하면서 방송 설비와 경험 등에서 압도적으로 밀리기 시작하였다. 더욱이 당시 수많은 프랑스의 채널에 비해 협소한 광고시장 때문에 이런 상황에서 시청률 경쟁이 광고의 덤핑으로 이어지면서 이후 재정악화까지 불러일으키게 되었다.
여기에 라 생크는 과도한 시청률 경쟁에 집착하다가 편성이 자주 바뀌거나, 미국 텔레비전 프로그램 구입에만 의존하거나, 매우 자극적인 프로그램들이 방송되는 등의 행보로 인해 많은 시청자들이 외면하게 되었고, 그렇게 시청률 및 재정 상황은 더 악화되었다.
1992년, 경제 문제로 인해 라 생크의 파산과 변제를 가져왔고, 1992년 4월 12일 자정, 라 생크는 비브 라 생크 (Vive La Cinq)라는 프로그램을 마지막으로 정파되었는데, 600만 내지 700만 명이 시청했다. 라 생크가 파산하기 전인 1991년 두 번째이자 마지막 로고가 공개됐다. 이 방송의 마지막 영상은 La Cinq vous prie de l'excuser pour cette interruption définitive de l'image et du son("라 생크는 영상과 음성의 영구적인 상실에 대해 사과하고 싶었다")이라는 자막에 이어 C'est fini("끝")이라는 다른 자막을 내보냈다. 이후 라 생크의 방송종료는 당시 프랑스의 방송정책에도 큰 비판을 가졌다.
이 방송이 없어지고 며칠 뒤, 라 생크의 주파수로 Arte가 개국했고(저녁 시간에 한했음), 라 생크의 폐국 2년 후인 1994년 Télé emploi(1994년 3월 28일 ~ 1994년 4월 17일)를 거쳐 1994년 12월 13일에 라 생크의 시설로 공영 교육 방송 La Cinquième(지금의 프랑스 5)으로 재개국해 Arte와 타임셰어링을 했다.(아날로그 지상파에 한했음)

## 참고 문헌
- 《매스컴대사전》. 한국언론연구원(현 한국언론진흥재단). 1993년 12월.